# Thermosphaeroma thermophilum
Thermosphaeroma thermophilum is een pissebed uit de familie Sphaeromatidae. De wetenschappelijke naam van de soort is voor het eerst geldig gepubliceerd in 1897 door Harriet Richardson.